# Gesso
Gesso (italijanska izgovorjava: [ˈdʒɛsso]; 'kreda', iz latinščine: mavec, iz grščine: γύψος) je bela barvna mešanica, sestavljena iz veziva, pomešanega s kredo, mavcem, pigmentom ali katero koli njihovo kombinacijo. Uporablja se v umetniških delih kot priprava za poljubno število podlag, kot so lesene plošče, platno in skulptura kot podlaga za barve in druge materiale, ki se nanjo nanesejo.

## Opis
Gesso, znan tudi kot 'lepilo gesso' ali 'italijanski gesso', je tradicionalna mešanica živalskega lepila (običajno lepilo iz zajčje kože), krede in belega pigmenta, ki se uporablja za nanašanje togih površin, kot je lesena slikarska plošča kot vpojni temeljni premaz za barvanje. Barva gesso je običajno bela ali skoraj bela. Njena vpojnost omogoča delo z vsemi slikarskimi mediji, vključno z vodnimi sredstvi, različnimi vrstami tempere in oljnimi barvami. Uporablja se tudi kot podlaga na tridimenzionalnih površinah za nanašanje barve ali zlatih listov. Mešanje in nanašanje je samo po sebi umetniška oblika, saj se običajno nanese v 10 ali več izjemno tankih slojih. Je trajna podlaga, ki se uporablja na lesu, zidu in drugih površinah. Običajna mešanica lepila za prekrivanje je precej krhka in občutljiva na pokanje, zato je primerna samo za toge površine.
V geologiji italijanski gesso ustreza mineralu kalcijev sulfat (CaSO4·2H2O).

## Različice

### Na pol kreda
Za nanašanje fleksibilnega platna se uporablja emulzija gesso in lanenega olja, ki se imenuje tudi pol kreda.

### Akrilni gesso
Akrilni gesso je mešanica belega pigmenta in nekakšnega polnila (kreda, kremen, itd.) in akrilne smole, razpršene v vodi. Proizvaja mehko, fleksibilno nevpojno površino, ki tehnično sploh ni gesso (čeprav jo običajno proizvajajo proizvajalci). Vsebuje lahko kalcijevega karbonata (CaCO3) za povečanje vpojnosti premaza, kot tudi titanov dioksid kot sredstvo za beljenje. Prodaja se mešanica tako za dimenzioniranje kot temeljne plošče kot fleksibilno platno za barvanje. Proizvajalci ponudbe umetniških izdelkov tržijo platna, predhodno premazana z akrilnim gesso.
Akrilni gel se lahko obarva, bodisi komercialno, tako da se nadomesti titanovo belo z drugim pigmentom, kot so saje ali umetnik neposredno, z dodatkom akrilne barve. Akrilni gesso ima lahko vonj zaradi prisotnosti amonijaka in / ali formaldehida, ki se v majhnih količinah doda kot konzervans.
Ne absorbirajoča osnova akrilnega polimera oziroma akrilni gesso je nezdružljiv z mediji, ki potrebujejo tradicionalni gesso, kot je jajčna tempera.

## Uporaba v kiparstvu
Gesso kiparji uporabljajo za pripravo oblike končne skulpture (taljenega brona) ali neposredno kot material za kiparjenje. Gesso lahko uporabimo tudi kot plast med vrezanim lesom in zlatim listom. V tem primeru se plast rafinirane in obarvane gline, imenovane bole, pokrije z gesso pred nanosom zlata. To je običajno rdeče barve.